# Пампур
Пампур или пампура (реч нејасног порекла) је чеп од плуте за затварање флаша.
Плута је природан, рециклирајући материјал и његова употреба за амбалажу доприноси очувању животне средине. Добија од сунђерасте коре храста плутњака (лат. Quercus suber L), који расте у медитеранским земљама (Шпанија, Португалија, Италија, Алжир, Мароко, Тунис). Ово дрво, са посебним карактеристикама заузима 2.277.000 хектара широм света. Просечан продуктиван живот дрвета је 150 до 200 година, а његова кора се вади неколико пута током живота, увек у интервалима од 9—14 година.
Чепови од плуте - пампури чине око 60% укупне индустријске производње плуте, док се остатак користи за производњу термичких изолатора, у вагонима метроа, становима, па чак и Насиним ракетама, а највећи произвођачи плуте на свету су Португалија, на првом месту, за којом следи Шпанија.

## Историја
Плута се користила још пре 3000. године п. н. е, у Египту, Вавилону и Персији. У неком египатском саркофазима пронађена су тегле са поклопцима од плуте за чување хране. У Италији су пронађени трагови плуте на разним објектима, као што су бове, бурад, женске ципеле и кровови кућа.
Познато је да су плута и вино већ одавно комплементарни производи. На територији Турске (Ефес) пронађена је амфора из 1. века п. н. е. запечаћена пампуром. Истраживања чепа од плуте пронађеном на морском дну, у близини насеља Кап де Креус (кат. Cap de Creaus), из 1. века п. н. е. су показала да је чеп задржао своје основне компоненте и да ћелијска структура нетакнута.
У Француској, око 1680. године, бенедиктински монах Пјер Перињнон (фр. Pierre Pérignon), који је био задужен за одржавање манастирског винског подрума, у намери да реши проблем велике количине угљен-диоксида и пуцања флаша, почео је да користи дебље флаше из Енглеске и пампур за затварање флаша свог чувеног шампањца „Дом Перињон“. Његово откриће представљало је праву револуцију у индустрији тог региона. У каснијим годинама у Европи се, уједно са повећањем потрошње шампањца познатих француских произвођача, као што су фр. Ruinart (1729), фр. Möet et Chandon (1743) o фр. Veuve Cliquot (1783), повећала и производња пампура.
На Иберијском полуострву систематска експлоатација дрвета плуте за производњу пампура започела је у 18. веку. Године 1750. године изграђена је прва фабрика пампура у Ђирони, одакле се производња проширила и на друге делове Шпаније. Почетком 20. века започела је производња пампура са горњом површином од природне, а остатком тела чепа од агломерисане или техничке плуте. Нешто касније, регистровано је неколико патената од плуте у систему за трансмисију и гумама аутомобила. У Другом светском рату плута се користила у војној опреми, а од 1940-их се користио плутани прах за транспорт воћа.
У циљу боље контроле квалитета у производњи чепова од плуте у више држава је 1996. године усвојило међународни документ.

## Карактеристике
Основне карактеристике пампура, које их чине прикладним за затвараче за тегле, и за чепове боца за вино, шампањац, уље и сирће су:
- лакоћа (у тежини)
- еластичност
- непропустљивост
- велика способност припијања
- једноставни за манипулацију
- мали садржај воде
- термичка изолација

## Процес производње
Екстракција (скидање) коре дрвета врши се од средине маја до средине августа. За прву екстракцију потребно је да дрво буде старо најмање 25 година, када достиже дебљину од 0,7 и висину од 1,3 метра, али се квалитетан пампур може добити тек код треће екстракције, када је старо између 40 и 50 година.
Вађење плуте је процес који данас обављају професионалци, јер је потребна велика вештина, како би се добили што веће плоче плуте и како се у току сечења, исечена дрвета не би искидала, а дрво остало неоштећено. После обављеног посла, место на дрвету на коме, на коме је кора одстрањена, уписује се година екстракције. Једном када је плута извађена, она мора да одстоји око шест месеци, пре него што почне да се обрађује.
Производња пампура је сложен процес који захтева строгу контролу у различитим фазама његове производње. Обавља се у неколико фаза :
- кување, најмање сат времена ради: чишћења, одстрањивања материјала растворљивих у води, смањења дебљине и повећања густине, еластичности и мекоће плуте
- током наредих пар недеља, плута мора да одстоји, како би се кора изравнала и очврснула
- сечење ивица плоча од плуте и њихова класификација према квалитету, а затим се остатак сече на кришке, нешто шире од жељене ширине пампура
- бушење плуте са шупљом бушилицом у жељеној ширини пампура, после чега иде сушење, док се не постигне одговарајућа влажност
- корекција димензија како би се постигла унапред одређена величина
- аутоматска и ручна класификација чепова према квалитету
- прање, чишћење од прашине и дезинфекција
- штампање текста или логотипа, према спецификацији купца, мастилом за штампање, загревањем или ласером. После тога, површина чепа се облаже парафином или силиконом, како би се побољшала изолација и олакшало убацивање или вађење чепа из уског грла флаше

Агломерисани или технички пампур се састоји од природне плуте на врху чепа, док се остатак чепа прави од парчића плуте, које остају после сечења природне плуте. Први део добија се сечењем плуте на дискове ширине око 6,5 милиметара. Агломерисани део добија се од гранула, млевених парчића, обично величине 3—7 милиметара, који се међусобно лепе и спајају у једну целину.

## Врста пампура
Осим пампура од природне, постоје и различите врсте пампура од техничке плуте, са једним или више дискова од природне плуте, на једном или оба краја пампура. Природни пампур може бити обложен прахом од плуте ради побољшања изгледа и функционалности. Такође, цео пампур може бити израђен само од техничке плуте, са парчићима величине од 0,25 до 8 милиметара. Осим дискова од природне плуте, на крајевима техничке плуте, могу се поставити и други материјали, као што су дрво, каучук, пластика, метал, стакло итд.